# Armand Toasy
Armand Toasy (ur. 14 listopada 1939 w Ampondralava) – madagaskarski duchowny rzymskokatolicki, w latach 1993-2013 biskup Port-Bergé.

## Życiorys
Święcenia kapłańskie przyjął 13 kwietnia 1969. 22 czerwca 1984 został prekonizowany biskupem pomocniczym Majunha ze stolicą tytularną Turuzi. Sakrę biskupią otrzymał 4 listopada 1984. 3 lipca 1987 został mianowany biskupem Miarinarivo, a 18 października 1993 biskupem Port-Bergé. 15 grudnia 2013 zrezygnował z urzędu.